# チェンジ (チック・コリア&オリジンのアルバム)
『チェンジ』（Change）は、チック・コリアが1999年に「チック・コリア&オリジン」名義で発表したスタジオ・アルバム。日本で先行発売された。

## 背景
「オリジン」は1997年に結成されたアコースティック・セクステットで、本作に先がけて『チック・コリア&オリジン』、『ア・ウィーク・アット・ザ・ブルーノート』といったライブ・アルバムを発表した。そして、本作の録音はコリアの自宅で行われ、マリンバと手拍子のパートを除けば、オーバー・ダビングは一切行われていない。なお、ドラマーはオリジナル・メンバーのアダム・クルーズからジェフ・バラードに交替している。
大部分の曲は「オリジン」のために書き下ろされた曲だが、日本盤ボーナス・トラック「サーム（聖歌）」はオリジン結成前にもライブで演奏されており、ジョー・ヘンダーソンらと連名のライブ・アルバム『ライヴ・イン・モントルー』にも収録されている。

## 反響・評価
『ビルボード』のジャズ・アルバム・チャートでは19位に達した。第42回グラミー賞では、本作が最優秀ジャズ・インストゥルメンタル・パフォーマンス賞にノミネートされ、収録曲「ウィグワム」が最優秀ジャズ・インストゥルメンタル・ソロ賞、「リトル・フラメンコ」が最優秀インストゥルメンタル作曲賞にノミネートされた。
リチャード・S・ギネルはオールミュージックにおいて5点満点中4点を付け「いずれのメンバーも、ソロおよび相互作用の両面で知性と力強さを兼ね備えているが、やはりコリアの存在感が際立っている」と評している。デヴィッド・アドラーはAll About Jazzのレビューで「作曲面では、コリアのキャリアの中でも特に野心的な作品の一つと言っても過言でない」と評している。また、『CDジャーナル』のガイドコメントでは「近頃流行りのラテン・テイストを取り入れ、オリジンとともに披露してくれる」と評されている。

## 収録曲
特記なき楽曲はチック・コリア作曲。
1. ウィグワム - "Wigwam" - 7:00
2. アーマンドズ・タンゴ - "Armando's Tango" - 6:00
3. リトル・フラメンコ - "Little Flamenco" - 6:49
4. アーリー・アフタヌーン・ブルース - "Early Afternoon Blues" - 4:43
5. ビフォア・ユア・アイズ - "Before Your Eyes" - 5:14
6. L.A.シーンズ - "L.A. Scenes" - 5:41
7. ホーム - "Home" - 7:56
8. ザ・スピナー - "The Spinner" - 8:00
9. コンパッション（バラード） - "Compassion [Ballad]" - 7:53
10. ナイト（ライラ） - "Night (Lyla)" (Avishai Cohen) - 3:02
11. アウェイクニング - "Awakening" - 6:24

### 日本盤ボーナス・トラック
1. サーム（聖歌） - "Psalm" - 9:16

## 参加ミュージシャン
- チック・コリア - ピアノ、マリンバ、手拍子
- スティーヴ・ウィルソン - ソプラノ・サクソフォーン、アルト・サクソフォーン、フルート、クラリネット
- ボブ・シェパード - テナー・サクソフォーン、フルート、バスクラリネット
- スティーヴ・デイヴィス - トロンボーン
- アヴィシャイ・コーエン - アコースティック・ベース
- ジェフ・バラード - ドラムス、手拍子